# Primera División femenina de fútbol sala 2013-14
La temporada 2013-14 de Primera División fue la 20.ª edición de la máxima categoría de la Liga Nacional de Fútbol Sala Femenina de España. La competición se disputa anualmente, empezando a finales del mes de agosto o principios de septiembre, y terminando en el mes de mayo o junio del siguiente año.
La Primera División consta de un grupo único integrado por dieciséis equipos. Siguiendo un sistema de liga, los dieciséis equipos se enfrentan todos contra todos en dos ocasiones -una en campo propio y otra en campo contrario- sumando un total de 30 jornadas. El orden de los encuentros se decide por sorteo antes de empezar la competición. La clasificación final se establece con arreglo a los puntos totales obtenidos por cada equipo al finalizar el campeonato. Los equipos obtienen tres puntos por cada partido ganado, un punto por cada empate y ningún punto por los partidos perdidos. El equipo que más puntos sume al final del campeonato será proclamado campeón de Liga.
El Valladolid FS, uno de los equipos históricos del Fútbol Sala Femenino renuncia a su plaza en Primera División por motivos económicos, su lugar lo ocupa el Viaxes Amarelle FSF.

## Equipos participantes
| Club                         | Ciudad        | Comunidad Autónoma   | Entrenador/a           | Pabellón                            | Aforo |
| ---------------------------- | ------------- | -------------------- | ---------------------- | ----------------------------------- | ----- |
| CD Burela FS Pescados Rubén  | Burela        | Galicia              | Quico Otero            | Vista Alegre                        | 1.400 |
| Atlético Madrid Navalcarnero | Navalcarnero  | Comunidad de Madrid  | Andrés Sanz            | La Estación                         | 1.500 |
| AD Alcorcón FSF              | Alcorcón      | Comunidad de Madrid  | Ángel Orejón           | Santo Domingo                       |       |
| Universidad de Alicante FSF  | Alicante      | Comunidad Valenciana | Alex Moro              | Universidad de Alicante             | 500   |
| Lacturale Gurpea Orvina KE   | Pamplona      | Navarra              | Leandro Fernández      | Ezkaba                              |       |
| C Queralt Gironella          | Gironella     | Cataluña             | Robert Caneda          | Municipal de Gironella              |       |
| CV Soto del Real FSF         | Soto del Real | Comunidad de Madrid  | Iván Igea              | Municipal Soto del Real             |       |
| FSF Rioja                    | Logroño       | La Rioja             | Álvaro Cordón          | Palacio de los Deportes de La Rioja | 4.000 |
| Ponte Ourense FSF            | Orense        | Galicia              | Jorge Vaz              | Os Remedios                         | 2.500 |
| FSF Móstoles                 | Móstoles      | Comunidad de Madrid  | Luis Fernando Ostoloza | Villafontana                        |       |
| Roldan FSF                   | Torre Pacheco | Región de Murcia     | Joaquín Peñaranda      | Gabriel Pérez                       | 460   |
| Cidade de As Burgas FS       | Orense        | Galicia              | Manuel Codeso          | Os Remedios                         | 2.500 |
| Viaxes Amarelle FSF          | La Coruña     | Galicia              | José Carlos Martín     | Sagrada Familia                     |       |
| AE Vallirana                 | Vallirana     | Cataluña             | Raul Gea               | Municipal de la Palma               |       |
| Valdetires Ferrol FSF        | Ferrol        | Galicia              | Mami Carmén Carro      | Esteiro                             |       |
| Poio Pescamar FS             | Poyo          | Galicia              | Marcio Santos          | A Seca                              | 700   |

### Equipos por comunidades autónomas
| Comunidad autónoma   | N.º | Equipos |
| -------------------- | --- | --- |
| Galicia              | 6   | Ponte Ourense, Cidade de As Burgas, Viaxes Amarelle FSF, Burela FS Pescados Rubén, Poio Pescamar FSF y Valdetires Ferrol FSF |
| Comunidad de Madrid  | 4   | FSF Móstoles, Atlético Madrid Navalcarnero, AD Alcorcón FSF y VP Soto del Real FSF                                           |
| Cataluña             | 2   | C Queralt Gironella y AE Vallirana                                                                                           |
| Navarra              | 1   | Lacturale CD Orvina |
| Comunidad Valenciana | 1   | CD Universidad de Alicante FSF                                                                                               |
| La Rioja             | 1   | FSF Rioja |
| Región de Murcia     | 1   | Roldan FSF |

## Clasificación
Actualizado a últimos partidos disputados el 02 de junio de 2014.
|  |     | Equipos de fútbol Sala       | Pts | PJ | G  | E | P  | GF  | GC  | Dif  |
|  | --- | ---------------------------- | --- | -- | -- | - | -- | --- | --- | ---- |
|  | 1.  | Atlético Madrid Navalcarnero | 81  | 30 | 26 | 3 | 1  | 159 | 54  | +105 |
|  | 2.  | Burela FS Pescados Rubén     | 70  | 30 | 23 | 1 | 6  | 129 | 56  | +73  |
|  | 3.  | AD Alcorcón FSF              | 68  | 30 | 22 | 2 | 6  | 108 | 73  | +35  |
|  | 4.  | CD Universidad de Alicante   | 59  | 30 | 18 | 5 | 7  | 131 | 71  | +60  |
|  | 5.  | Roldán FSF                   | 53  | 30 | 17 | 2 | 11 | 112 | 86  | +26  |
|  | 6.  | FSF Rioja                    | 51  | 30 | 15 | 6 | 9  | 81  | 61  | +20  |
|  | 7.  | Ponte Ourense SAD            | 46  | 30 | 13 | 7 | 10 | 91  | 75  | +16  |
|  | 8.  | C Queralt Gironella          | 46  | 30 | 14 | 4 | 12 | 83  | 74  | +9   |
|  | 9.  | Cidade de As Burgas          | 37  | 30 | 11 | 4 | 15 | 78  | 93  | -15  |
|  | 10. | Poio Pescamar FSF            | 37  | 30 | 11 | 4 | 15 | 87  | 97  | -10  |
|  | 11. | Lacturale Gurpea Orvina      | 33  | 30 | 9  | 6 | 17 | 75  | 95  | -20  |
|  | 12. | FSF Móstoles                 | 29  | 30 | 7  | 8 | 15 | 75  | 90  | -15  |
|  | 13. | Viaxes Amarelle FSF          | 29  | 30 | 9  | 2 | 19 | 62  | 92  | -30  |
|  | 14. | V.P. Soto del Real FSF       | 25  | 30 | 7  | 4 | 19 | 77  | 107 | -30  |
|  | 15. | Valdetires Ferrol FSF        | 23  | 30 | 7  | 2 | 21 | 67  | 138 | -71  |
|  | 16. | AE Vallirana                 | 3   | 30 | 1  | 0 | 29 | 43  | 194 | -151 |

Pts = Puntos; PJ = Partidos Jugados; G = Partidos Ganados; E = Partidos Empatados; P = Partidos Perdidos; GF = Goles Anotados; GC = Goles Recibidos; Dif = Diferencia de gol

|  | Campeón de Liga y clasificado para la Copa de España 2014 |
|  | Clasificado para la Copa de España 2014                   |
|  | Descendido a Segunda División                             |

| Bandera de la Comunidad de Madrid               |
| Campeón Atlético Madrid Navalcarnero 2.º título |

## Resultados
Los horarios corresponden a la CET (Hora Central Europea) UTC+1 en horario estándar y UTC+2 en horario de verano.
| FSF Rioja                    | 1 - 0 | Lacturale Orvina        | 21 de septiembre | 16:00 | Lobete          | 400 |
| Ponte Ourense                | 4 - 3 | Roldán FSF              | 21 de septiembre | 17:00 | Los Remedios    | 300 |
| Atlético Madrid Navalcarnero | 4 - 2 | FS Gironella            | 21 de septiembre | 18:00 | La Estación     | 300 |
| Viaxes Amarelle FS           | 1 - 0 | Cidade de As Burgas FSF | 21 de septiembre | 18:00 | Sagrada Familia | 100 |
| FSF Móstoles                 | 1 - 2 | Poio Pescamar FSF       | 21 de septiembre | 18:30 | Villafontana    | 200 |
| Burela FS Pescados Rubén     | 1 - 1 | VP Soto del Real        | 21 de septiembre | 18:30 | Vista Alegre    | 600 |
| CD Universidad de Alicante   | 7 - 0 | Valdetires Ferrol FSF   | 21 de septiembre | 19:00 | Univ. Alicante  | 500 |
| AE Vallirana                 | 2 - 7 | AD Alcorcón FSF         | 21 de septiembre | 20:00 | La Palma        | 250 |

| Cidade de As Burgas FSF | 5 - 3 | CD Universidad de Alicante   | 28 de septiembre | 17:00 | Los Remedios   | 700 |
| FS Gironella            | 4 - 3 | FSF Móstoles                 | 28 de septiembre | 17:15 | Mun. Gironella | 300 |
| VP Soto del Real        | 6 - 1 | AE Vallirana                 | 28 de septiembre | 18:00 | Mun. Soto Real | 300 |
| Poio Pescamar FSF       | 3 - 1 | Ponte Ourense                | 28 de septiembre | 18:30 | A Seca         | 350 |
| Valdetires Ferrol FSF   | 2 - 4 | Burela FS Pescados Rubén     | 28 de septiembre | 19:00 | Esteiro        | 200 |
| Roldán FSF              | 3 - 1 | Viaxes Amarelle FS           | 28 de septiembre | 19:30 | Gabriel Pérez  | 150 |
| Lacturale Orvina        | 1 - 4 | Atlético Madrid Navalcarnero | 28 de septiembre | 19:30 | Ezkaba         | 400 |
| AD Alcorcón FSF         | 1 - 3 | FSF Rioja                    | 29 de septiembre | 13:00 | Santo Domingo  | 250 |

| FSF Rioja                    | 1 - 0 | VP Soto del Real           | 5 de octubre | 16:00 | Pal. Deportes   | 150 |
| Ponte Ourense                | 3 - 3 | FS Gironella               | 5 de octubre | 18:00 | Los Remedios    | 200 |
| Atlético Madrid Navalcarnero | 3 - 3 | AD Alcorcón FSF            | 5 de octubre | 18:00 | La Estación     | 300 |
| FSF Móstoles                 | 2 - 2 | Lacturale Orvina           | 5 de octubre | 18:30 | Villafontana    | 200 |
| Burela FS Pescados Rubén     | 4 - 2 | Cidade de As Burgas FSF    | 5 de octubre | 18:30 | Vista Alegre    | 400 |
| Viaxes Amarelle FS           | 3 - 5 | CD Universidad de Alicante | 5 de octubre | 18:45 | Sagrada Familia | 200 |
| Roldán FSF                   | 6 - 2 | Poio Pescamar FSF          | 5 de octubre | 19:30 | Gabriel Pérez   | 200 |
| AE Vallirana                 | 3 - 2 | Valdetires Ferrol FSF      | 5 de octubre | 20:00 | La Palma        | 200 |

| Lacturale Orvina           | 2 - 2 | Ponte Ourense                | 12 de octubre | 11:00 | Ezkaba         | 350 |
| Cidade de As Burgas FSF    | 4 - 1 | AE Vallirana                 | 12 de octubre | 17:00 | Los Remedios   | 200 |
| FS Gironella               | 1 - 0 | Roldán FSF                   | 12 de octubre | 17:30 | Mun. Gironella | 200 |
| VP Soto del Real           | 2 - 6 | Atlético Madrid Navalcarnero | 12 de octubre | 18:00 | Mun. Soto Real | 300 |
| Poio Pescamar FSF          | 2 - 3 | Viaxes Amarelle FS           | 12 de octubre | 18:30 | A Seca         | 700 |
| Valdetires Ferrol FSF      | 4 - 2 | FSF Rioja                    | 12 de octubre | 19:00 | Esteiro        | 250 |
| CD Universidad de Alicante | 2 - 5 | Burela FS Pescados Rubén     | 12 de octubre | 19:00 | Univ. Alicante | 450 |
| AD Alcorcón FSF            | 3 - 2 | FSF Móstoles                 | 13 de octubre | 13:00 | Santo Domingo  | 350 |

| Ponte Ourense                | 1 - 3 | AD Alcorcón FSF            | 19 de octubre | 17:00 | Los Remedios    | 250 |
| Poio Pescamar FSF            | 1 - 3 | FS Gironella               | 19 de octubre | 18:30 | A Seca          | 700 |
| Roldán FSF                   | 2 - 2 | Lacturale Orvina           | 19 de octubre | 18:30 | Gabriel Pérez   |     |
| FSF Móstoles                 | 3 - 1 | VP Soto del Real           | 19 de octubre | 18:30 | Villafontana    | 250 |
| Viaxes Amarelle FS           | 1 - 4 | Burela FS Pescados Rubén   | 19 de octubre | 18:45 | Sagrada Familia | 250 |
| AE Vallirana                 | 2 - 6 | CD Universidad de Alicante | 19 de octubre | 20:00 | La Palma        | 250 |
| Atlético Madrid Navalcarnero | 7 - 1 | Valdetires Ferrol FSF      | 20 de octubre | 12:15 | La Estación     | 250 |
| FSF Rioja                    | 1 - 1 | Cidade de As Burgas FSF    | 20 de octubre | 13:00 | Lobete          | 200 |

| Cidade de As Burgas FSF    | 1 - 6 | Atlético Madrid Navalcarnero | 26 de octubre | 16:00 | Los Remedios   | 250 |
| Burela FS Pescados Rubén   | 7 - 0 | AE Vallirana                 | 26 de octubre | 16:30 | Vista Alegre   | 300 |
| FS Gironella               | 1 - 0 | Viaxes Amarelle FS           | 26 de octubre | 17:00 | Mun. Gironella | 100 |
| VP Soto del Real           | 0 - 2 | Ponte Ourense                | 26 de octubre | 18:00 | Mun. Soto Real | 100 |
| CD Universidad de Alicante | 2 - 2 | FSF Rioja                    | 26 de octubre | 19:00 | Univ. Alicante | 250 |
| Valdetires Ferrol FSF      | 4 - 4 | FSF Móstoles                 | 26 de octubre | 19:00 | Esteiro        | 150 |
| Lacturale Gurpea Orvina    | 3 - 7 | Poio Pescamar                | 26 de octubre | 19:30 | Ezkaba         | 300 |
| AD Alcorcón FSF            | 4 - 3 | Roldán FSF                   | 27 de octubre | 13:00 | Santo Domingo  | 250 |

| Ponte Ourense                | 7 - 0 | Valdetires Ferrol FSF      | 2 de noviembre | 17:00 | Los Remedios    | 300 |
| FS Gironella                 | 0 - 1 | Lacturale Gurpea Orvina    | 2 de noviembre | 17:30 | Mun. Gironella  | 300 |
| Atlético Madrid Navalcarnero | 5 - 4 | CD Universidad de Alicante | 2 de noviembre | 18:00 | La Estación     | 300 |
| Poio Pescamar                | 1 - 4 | AD Alcorcón FSF            | 2 de noviembre | 18:30 | A Seca          | 700 |
| FSF Móstoles                 | 4 - 1 | Cidade de As Burgas FSF    | 2 de noviembre | 18:30 | Villafontana    | 150 |
| Viaxes Amarelle FS           | 4 - 1 | AE Vallirana               | 2 de noviembre | 18:45 | Sagrada Familia | 150 |
| Roldán FSF                   | 5 - 2 | VP Soto del Real           | 2 de noviembre | 19:30 | Gabriel Pérez   | 120 |
| FSF Rioja                    | 0 - 4 | Burela FS Pescados Rubén   | 3 de noviembre | 13:00 | Pal. Deportes   | 200 |

| Cidade de As Burgas FSF    | 4 - 1 | Ponte Ourense                | 9 de noviembre  | 17:00 | Los Remedios   | 700  |
| VP Soto del Real           | 5 - 2 | Poio Pescamar                | 9 de noviembre  | 18:00 | Mun. Soto Real | 200  |
| Burela FS Pescados Rubén   | 1 - 2 | Atlético Madrid Navalcarnero | 9 de noviembre  | 18:30 | Vista Alegre   | 1100 |
| Lacturale Gurpea Orvina    | 0 - 2 | Viaxes Amarelle FS           | 9 de noviembre  | 19:00 | Ezkaba         | 350  |
| Valdetires Ferrol FSF      | 2 - 7 | Roldán FSF                   | 9 de noviembre  | 19:00 | Esteiro        | 200  |
| CD Universidad de Alicante | 3 - 1 | FSF Móstoles                 | 9 de noviembre  | 19:00 | Univ. Alicante | 250  |
| AE Vallirana               | 3 - 4 | FSF Rioja                    | 9 de noviembre  | 20:00 | La Palma       | 250  |
| AD Alcorcón FSF            | 2 - 1 | FS Gironella                 | 10 de noviembre | 12:30 | Santo Domingo  | 300  |

| FS Gironella                 | 3 - 3 | VP Soto del Real           | 16 de noviembre | 17:30 | Mun. Gironella | 400 |
| Atlético Madrid Navalcarnero | 9 - 1 | AE Vallirana               | 16 de noviembre | 18:00 | La Estación    | 200 |
| FSF Móstoles                 | 1 - 7 | Burela FS Pescados Rubén   | 16 de noviembre | 18:30 | Villafontana   | 250 |
| Poio Pescamar                | 4 - 4 | Valdetires Ferrol FSF      | 16 de noviembre | 18:30 | A Seca         | 750 |
| Viaxes Amarelle FS           | 3 - 2 | FSF Rioja                  | 16 de noviembre | 18:45 | Novo Mesoiro   | 200 |
| Lacturale Gurpea Orvina      | 1 - 5 | AD Alcorcón FSF            | 16 de noviembre | 19:30 | Ezkaba         | 350 |
| Ponte Ourense                | 2 - 5 | CD Universidad de Alicante | 17 de noviembre | 12:20 | Mun. Cea       | 250 |
| Roldán FSF                   | 4 - 3 | Cidade de As Burgas FSF    | 17 de noviembre | 12:20 | Gabriel Pérez  | 150 |

| Cidade de As Burgas FSF    | 3 - 3 | Poio Pescamar                | 23 de noviembre | 17:00 | Los Remedios   | 500 |
| VP Soto del Real           | 0 - 2 | Lacturale Gurpea Orvina      | 23 de noviembre | 18:00 | Mun. Soto Real | 200 |
| FSF Rioja                  | 1 - 4 | Atlético Madrid Navalcarnero | 23 de noviembre | 18:00 | Pal. Deportes  | 150 |
| Valdetires Ferrol FS       | 0 - 4 | FS Gironella                 | 23 de noviembre | 18:00 | Esteiro        | 250 |
| Burela FS Pescados Rubén   | 5 - 4 | Ponte Ourense                | 23 de noviembre | 18:30 | Vista Alegre   | 700 |
| CD Universidad de Alicante | 5 - 3 | Roldán FSF                   | 23 de noviembre | 19:00 | Univ. Alicante | 550 |
| AE Vallirana               | 1 - 3 | FSF Móstoles                 | 23 de noviembre | 20:00 | La Palma       | 200 |
| AD Alcorcón FSF            | 6 - 4 | Viaxes Amarelle FS           | 24 de noviembre | 13:00 | Santo Domingo  | 300 |

| Ponte Ourense           | 10 - 1 | AE Vallirana                 | 30 de noviembre | 17:00 | Los Remedios   | 300 |
| FS Gironella            | 2 - 1  | Cidade de As Burgas FSF      | 30 de noviembre | 17:30 | Mun. Gironella | 150 |
| FSF Móstoles            | 2 - 2  | FSF Rioja                    | 30 de noviembre | 18:30 | Villafontana   | 400 |
| Poio Pescamar           | 5 - 3  | CD Universidad de Alicante   | 30 de noviembre | 18:30 | A Seca         | 700 |
| Viaxes Amarelle FS      | 0 - 2  | Atlético Madrid Navalcarnero | 30 de noviembre | 18:30 | Novo Mesoiro   | 200 |
| Lacturale Gurpea Orvina | 6 - 8  | Valdetires Ferrol FSF        | 30 de noviembre | 19:30 | Ezkaba         | 350 |
| AD Alcorcón FSF         | 3 - 0  | VP Soto del Real             | 1 de diciembre  | 13:00 | Santo Domingo  | 350 |
| Roldán FSF              | 2 - 5  | Burela FS Pescados Rubén     | 1 de diciembre  | 13:00 | Gabriel Pérez  | 200 |

| Cidade de As Burgas FSF      | 5 - 2 | Lacturale Gurpea Orvina | 21 de diciembre | 17:30 | Los Remedios   | 400 |
| VP Soto del Real             | 1 - 3 | Viaxes Amarelle FS      | 21 de diciembre | 18:00 | Mun. Soto Real | 150 |
| FSF Rioja                    | 3 - 3 | Ponte Ourense           | 21 de diciembre | 18:00 | Pal. Deportes  | 200 |
| CD Universidad de Alicante   | 3 - 1 | FS Gironella            | 21 de diciembre | 19:00 | Univ. Alicante | 50  |
| AE Vallirana                 | 4 - 8 | Roldán FSF              | 21 de diciembre | 20:00 | La Palma       | 200 |
| Valdetires Ferrol FSF        | 1 - 3 | AD Alcorcón FSF         | 22 de diciembre | 12:00 | Esteiro        | 250 |
| Burela FS Pescados Rubén     | 4 - 2 | Poio Pescamar           | 28 de diciembre | 18:30 | Vista Alegre   | 700 |
| Atlético Madrid Navalcarnero | 4 - 0 | FSF Móstoles            | 14 de enero     | 20:15 | La Estación    | 200 |

| Ponte Ourense           | 3 - 3  | Atlético Madrid Navalcarnero | 11 de enero | 17:00 | Los Remedios    | 400 |
| Viaxes Amarelle FS      | 2 - 3  | FSF Móstoles                 | 11 de enero | 17:00 | Sagrada Familia | 150 |
| FS Gironella            | 1 - 5  | Burela FS Pescados Rubén     | 11 de enero | 17:30 | Mun. Gironella  | 200 |
| VP Soto del Real        | 6 - 1  | Valdetires Ferrol FSF        | 11 de enero | 18:00 | Mun. Soto Real  | 300 |
| Roldán FSF              | 5 - 3  | FSF Rioja                    | 11 de enero | 18:00 | Gabriel Pérez   | 100 |
| Poio Pescamar           | 13 - 3 | AE Vallirana                 | 11 de enero | 18:30 | A Seca          | 700 |
| Lacturale Gurpea Orvina | 3 - 3  | CD Universidad de Alicante   | 11 de enero | 19:30 | Ezkaba          | 250 |
| AD Alcorcón FSF         | 3 - 0  | Cidade de As Burgas FSF      | 12 de enero | 13:00 | Santo Domingo   | 300 |

| Cidade de As Burgas FSF      | 5 - 1 | VP Soto del Real        | 18 de enero | 17:00 | Los Remedios    | 350 |
| FSF Rioja                    | 4 - 2 | Poio Pescamar           | 18 de enero | 18:00 | Pal. Deportes   | 200 |
| Burela FS Pescados Rubén     | 4 - 0 | Lacturale Gurpea Orvina | 18 de enero | 18:30 | Vista Alegre    | 450 |
| Atlético Madrid Navalcarnero | 5 - 1 | Roldán FSF              | 18 de enero | 18:30 | La Estación     | 300 |
| Viaxes Amarelle FS           | 2 - 0 | Valdetires Ferrol FSF   | 18 de enero | 18:45 | Sagrada Familia | 200 |
| FSF Móstoles                 | 2 - 5 | Ponte Ourense           | 18 de enero | 18:45 | Villafontana    | 400 |
| CD Universidad de Alicante   | 7 - 2 | AD Alcorcón FSF         | 18 de enero | 19:00 | Univ. Alicante  | 450 |
| AE Vallirana                 | 0 - 7 | FS Gironella            | 18 de enero | 19:00 | La Palma        | 250 |

| Ponte Ourense           | 2 - 1 | Viaxes Amarelle FS           | 25 de enero | 17:00 | Los Remedios   | 300 |
| FS Gironella            | 2 - 4 | FSF Rioja                    | 25 de enero | 17:30 | Mun. Gironella | 150 |
| VP Soto del Real        | 2 - 6 | CD Universidad de Alicante   | 25 de enero | 18:00 | Mun. Soto Real | 300 |
| Poio Pescamar           | 0 - 6 | Atlético Madrid Navalcarnero | 25 de enero | 18:30 | A Seca         | 700 |
| Roldán FSF              | 4 - 0 | FSF Móstoles                 | 25 de enero | 18:30 | Gabriel Pérez  | 200 |
| Lacturale Gurpea Orvina | 8 - 3 | AE Vallirana                 | 25 de enero | 19:30 | Ezkaba         | 400 |
| Valdetires Ferrol FSF   | 2 - 1 | Cidade de As Burgas FSF      | 25 de enero | 20:00 | Esteiro        | 300 |
| AD Alcorcón FSF         | 5 - 2 | Burela FS Pescados Rubén     | 26 de enero | 12:30 | Santo Domingo  | 500 |

| Cidade de As Burgas FSF | 5 - 1 | Viaxes Amarelle FS           | 1 de febrero | 17:00 | Los Remedios   | 200 |
| FS Gironella            | 0 - 3 | Atlético Madrid Navalcarnero | 1 de febrero | 17:30 | Mun. Gironella | 150 |
| Valdetires Ferrol FSF   | 1 - 2 | CD Universidad de Alicante   | 1 de febrero | 17:30 | Esteiro        | 200 |
| VP Soto del Real        | 2 - 3 | Burela FS Pescados Rubén     | 1 de febrero | 18:00 | Mun. Soto Real | 300 |
| Poio Pescamar           | 2 - 1 | FSF Móstoles                 | 1 de febrero | 18:30 | A Seca         | 700 |
| Roldán FSF              | 4 - 3 | Ponte Ourense                | 1 de febrero | 18:30 | Gabriel Pérez  | 100 |
| Lacturale Gurpea Orvina | 1 - 4 | FSF Rioja                    | 1 de febrero | 19:30 | Ezkaba         | 400 |
| AD Alcorcón FSF         | 9 - 0 | AE Vallirana                 | 2 de febrero | 12:30 | Santo Domingo  | 350 |

| FSF Rioja                    | 1 - 2  | AD Alcorcón FSF         | 8 de febrero | 16:00 | Pal. Deportes   | 200 |
| FSF Móstoles                 | 3 - 4  | FS Gironella            | 8 de febrero | 16:30 | Villafontana    | 350 |
| Ponte Ourense                | 3 - 2  | Poio Pescamar           | 8 de febrero | 17:00 | Los Remedios    | 300 |
| Viaxes Amarelle FS           | 0 - 4  | Roldán FSF              | 8 de febrero | 18:00 | Sagrada Familia | 100 |
| Burela FS Pescados Rubén     | 9 - 2  | Valdetires Ferrol FSF   | 8 de febrero | 18:30 | Vista Alegre    | 500 |
| Atlético Madrid Navalcarnero | 5 - 1  | Lacturale Gurpea Orvina | 8 de febrero | 18:30 | La Estación     | 300 |
| CD Universidad de Alicante   | 10 - 1 | Cidade de As Burgas FSF | 8 de febrero | 19:00 | Univ. Alicante  | 350 |
| AE Vallirana                 | 3 - 4  | VP Soto del Real        | 8 de febrero | 20:00 | La Palma        | 200 |

| Cidade de As Burgas FSF    | 0 - 7 | Burela FS Pescados Rubén     | 15 de febrero | 17:00 | Los Remedios   | 350 |
| FS Gironella               | 3 - 3 | Ponte Ourense                | 15 de febrero | 17:30 | Mun. Gironella | 300 |
| Lacturale Gurpea Orvina    | 4 - 4 | FSF Móstoles                 | 15 de febrero | 18:00 | Ezkaba         | 450 |
| VP Soto del Real           | 1 - 3 | FSF Rioja                    | 15 de febrero | 18:00 | Mun. Soto Real | 200 |
| Poio Pescamar              | 3 - 4 | Roldán FSF                   | 15 de febrero | 18:30 | A Seca         |     |
| CD Universidad de Alicante | 3 - 1 | Viaxes Amarelle FS           | 15 de febrero | 19:00 | Univ. Alicante | 300 |
| Valdetires Ferrol FSF      | 7 - 1 | AE Vallirana                 | 15 de febrero | 20:00 | Esteiro        | 150 |
| AD Alcorcón FSF            | 1 - 6 | Atlético Madrid Navalcarnero | 16 de febrero | 12:30 | Santo Domingo  | 600 |

| Atlético Madrid Navalcarnero | 12 - 3 | VP Soto del Real           | 22 de febrero | 16:30 | La Estación     | 300 |
| Viaxes Amarelle FS           | 2 - 2  | Poio Pescamar              | 22 de febrero | 17:00 | Sagrada Familia | 350 |
| Ponte Ourense                | 4 - 2  | Lacturale Gurpea Orvina    | 22 de febrero | 17:00 | Los Remedios    | 400 |
| Burela FS Pescados Rubén     | 4 - 3  | CD Universidad de Alicante | 22 de febrero | 18:30 | Vista Alegre    | 500 |
| FSF Móstoles                 | 3 - 4  | AD Alcorcón FSF            | 22 de febrero | 18:45 | Villafontana    | 500 |
| AE Vallirana                 | 1 - 4  | Cidade de As Burgas FSF    | 22 de febrero | 20:00 | La Palma        | 200 |
| Roldán FSF                   | 2 - 5  | FS Gironella               | 23 de febrero | 11:15 | Gabriel Pérez   | 150 |
| FSF Rioja                    | 5 - 0  | Valdetires Ferrol FSF      | 23 de febrero | 12:00 | Pal. Deportes   | 200 |

| Cidade de As Burgas FSF    | 2 - 4 | FSF Rioja                    | 1 de marzo | 17:00 | Los Remedios   | 350 |
| FS Gironella               | 2 - 2 | Poio Pescamar                | 1 de marzo | 17:30 | Mun. Gironella | 150 |
| VP Soto del Real           | 3 - 3 | FSF Móstoles                 | 1 de marzo | 18:00 | Mun. Soto Real | 300 |
| CD Universidad de Alicante | 8 - 0 | AE Vallirana                 | 1 de marzo | 19:00 | Univ. Alicante | 300 |
| Valdetires Ferrol FSF      | 6 - 5 | Atlético Madrid Navalcarnero | 1 de marzo | 19:00 | Esteiro        | 300 |
| Lacturale Gurpea Orvina    | 3 - 6 | Roldán FSF                   | 1 de marzo | 19:30 | Ezkaba         | 400 |
| AD Alcorcón FSF            | 3 - 3 | Ponte Ourense                | 2 de marzo | 12:30 | Santo Domingo  | 250 |
| Burela FS Pescados Rubén   | 7 - 0 | Viaxes Amarelle FS           | 2 de marzo | 12:30 | Vista Alegre   | 400 |

| FSF Rioja                    | 2 - 2 | CD Universidad de Alicante | 15 de marzo | 16:15 | Valdegastea     | 150 |
| Viaxes Amarelle FS           | 1 - 5 | FS Gironella               | 15 de marzo | 17:00 | Sagrada Familia | 150 |
| Ponte Ourense                | 3 - 5 | VP Soto del Real           | 15 de marzo | 17:00 | Los Remedios    | 300 |
| Poio Pescamar                | 2 - 0 | Lacturale Gurpea Orvina    | 15 de marzo | 18:30 | A Seca          | 700 |
| Roldán FSF                   | 7 - 2 | AD Alcorcón FSF            | 15 de marzo | 18:30 | Gabriel Pérez   | 225 |
| FSF Móstoles                 | 6 - 3 | Valdetires Ferrol FSF      | 15 de marzo | 18:35 | Villafontana    | 400 |
| AE Vallirana                 | 2 - 5 | Burela FS Pescados Rubén   | 15 de marzo | 19:00 | La Palma        | 200 |
| Atletico Madrid Navalcarnero | 6 - 0 | Cidade de As Burgas FSF    | 16 de marzo | 12:00 | La Estación     | 200 |

| Cidade de As Burgas FSF    | 1 - 1 | FSF Móstoles                 | 22 de marzo | 17:00 | Los Remedios   | 700 |
| Valdetires Ferrol FSF      | 1 - 2 | Ponte Ourense                | 22 de marzo | 17:30 | Esteiro        | 300 |
| VP Soto del Real           | 2 - 7 | Roldán FSF                   | 22 de marzo | 18:00 | Mun. Soto Real | 200 |
| Burela FS Pescados Rubén   | 2 - 1 | FSF Rioja                    | 22 de marzo | 18:30 | Vista Alegre   | 500 |
| CD Universidad de Alicante | 5 - 5 | Atlético Madrid Navalcarnero | 22 de marzo | 19:00 | Univ. Alicante | 600 |
| Lacturale Gurpea Orvina    | 4 - 2 | FS Gironella                 | 22 de marzo | 19:30 | Ezkaba         | 400 |
| AD Alcorcón FSF            | 1 - 4 | Poio Pescamar                | 22 de marzo | 20:00 | Santo Domingo  | 300 |
| AE Vallirana               | 2 - 6 | Viaxes Amarelle FS           | 22 de marzo | 20:00 | La Palma       | 200 |

| Viaxes Amarelle FS           | 3 - 4 | Lacturale Gurpea Orvina    | 29 de marzo | 17:00 | Sagrada Familia   | 250  |
| Ponte Ourense                | 3 - 1 | Cidade de As Burgas FSF    | 29 de marzo | 17:00 | Los Remedios      | 600  |
| FS Gironella                 | 2 - 3 | AD Alcorcón FSF            | 29 de marzo | 17:30 | Mun. Gironella    | 300  |
| FSF Rioja                    | 7 - 1 | AE Vallirana               | 29 de marzo | 18:00 | Gonzalo de Berceo | 100  |
| Atletico Madrid Navalcarnero | 4 - 3 | Burela FS Pescados Rubén   | 29 de marzo | 18:00 | La Estación       | 1000 |
| Poio Pescamar                | 7 - 1 | VP Soto del Real           | 29 de marzo | 18:30 | A Seca            | 700  |
| Roldán FSF                   | 1 - 2 | Valdetires Ferrol FSF      | 29 de marzo | 18:30 | Gabriel Pérez     | 300  |
| FSF Móstoles                 | 1 - 7 | CD Universidad de Alicante | 29 de marzo | 18:30 | Villafontana      | 100  |

| Burela FS Pescados Rubén   | 3 - 0  | FSF Móstoles                 | 5 de abril | 16:00 | Vista Alegre   | 450 |
| Cidade de As Burgas FSF    | 5 - 2  | Roldán FSF                   | 5 de abril | 17:00 | Los Remedios   | 500 |
| AE Vallirana               | 0 - 14 | Atletico Madrid Navalcarnero | 5 de abril | 17:00 | La Palma       | 150 |
| Valdetires Ferrol FSF      | 2 - 4  | Poio Pescamar                | 5 de abril | 17:30 | Esteiro        | 500 |
| VP Soto del Real           | 6 - 1  | FS Gironella                 | 5 de abril | 18:00 | Mun. Soto Real | 200 |
| FSF Rioja                  | 3 - 2  | Viaxes Amarelle FS           | 5 de abril | 18:00 | Pal. Deportes  | 250 |
| CD Universidad de Alicante | 1 - 1  | Ponte Ourense                | 5 de abril | 19:00 | Univ. Alicante | 250 |
| AD Alcorcón FSF            | 5 - 1  | Lacturale Gurpea Orvina      | 6 de abril | 12:30 | Santo Domingo  | 300 |

| Viaxes Amarelle FS           | 2 - 4 | AD Alcorcón FSF            | 12 de abril | 17:00 | Sagrada Familia | 250 |
| FS Gironella                 | 5 - 2 | Valdetires Ferrol FSF      | 12 de abril | 17:00 | Mun. Gironella  | 200 |
| Ponte Ourense                | 2 - 4 | Burela FS Pescados Rubén   | 12 de abril | 17:00 | Los Remedios    | 300 |
| FSF Móstoles                 | 7 - 2 | AE Vallirana               | 12 de abril | 18:30 | Villafontana    | 200 |
| Poio Pescamar                | 1 - 2 | Cidade de As Burgas FSF    | 12 de abril | 18:30 | A Seca          |     |
| Roldán FSF                   | 4 - 3 | CD Universidad de Alicante | 12 de abril | 18:30 | Gabriel Pérez   | 500 |
| Lacturale Gurpea Orvina      | 2 - 0 | VP Soto del Real           | 13 de abril | 11:00 | Ezkaba          | 450 |
| Atletico Madrid Navalcarnero | 5 - 4 | FSF Rioja                  | 13 de abril | 13:00 | La Estación     | 300 |

| Cidade de As Burgas FSF      | 5 - 6 | FS Gironella            | 26 de abril | 17:00 | Los Remedios   | 400 |
| AE Vallirana                 | 3 - 6 | Ponte Ourense           | 26 de abril | 17:00 | La Palma       | 200 |
| VP Soto del Real             | 2 - 4 | AD Alcorcón FSF         | 26 de abril | 18:00 | Mun. Soto Real | 300 |
| Atletico Madrid Navalcarnero | 5 - 2 | Viaxes Amarelle FS      | 26 de abril | 18:00 | La Estación    | 200 |
| Burela FS Pescados Rubén     | 1 - 4 | Roldán FSF              | 26 de abril | 18:30 | Vista Alegre   | 300 |
| Valdetires Ferrol FSF        | 0 - 4 | Lacturale Gurpea Orvina | 26 de abril | 19:00 | Esteiro        | 300 |
| CD Universidad de Alicante   | 6 - 2 | Poio Pescamar           | 26 de abril | 19:00 | Univ. Alicante | 350 |
| FSF Rioja                    | 1 - 1 | FSF Móstoles            | 27 de abril | 18:00 | Pal. Deportes  | 150 |

| Ponte Ourense CD        | 3 - 1 | FSF Rioja                    | 3 de mayo | 17:00 | Los Remedios    | 400 |
| Viaxes Amarelle FS      | 4 - 4 | VP Soto del Real             | 3 de mayo | 17:00 | Sagrada Familia | 150 |
| FS Gironella            | 5 - 2 | CD Universidad de Alicante   | 3 de mayo | 17:30 | Mun. Gironella  | 150 |
| Poio Pescamar           | 1 - 7 | Burela FS Pescados Rubén     | 3 de mayo | 18:00 | A Seca          | 700 |
| FSF Móstoles            | 3 - 4 | Atlético Madrid Navalcarnero | 3 de mayo | 18:30 | Villafontana    | 700 |
| Roldán FSF              | 5 - 1 | AE Vallirana                 | 3 de mayo | 19:00 | Gabriel Pérez   | 150 |
| Lacturale Gurpea Orvina | 5 - 5 | Cidade de As Burgas FSF      | 3 de mayo | 19:30 | Ezkaba          | 300 |
| AD Alcorcón FSF         | 9 - 1 | Valdetires Ferrol FSF        | 4 de mayo | 12:30 | Santo Domingo   | 200 |

| FSF Rioja                    | 6 - 1 | Roldán FSF              | 17 de mayo | 16:00 | Pal. Deportes  | 200 |
| Burela FS Pescados Rubén     | 6 - 1 | FS Gironella            | 17 de mayo | 16:15 | Vista Alegre   | 400 |
| Cidade de As Burgas FSF      | 2 - 3 | AD Alcorcón FSF         | 17 de mayo | 17:00 | Los Remedios   | 200 |
| FSF Móstoles                 | 6 - 1 | Viaxes Amarelle FS      | 17 de mayo | 18:30 | Villafontana   | 250 |
| Atlético Madrid Navalcarnero | 3 - 2 | Ponte Ourense CD        | 17 de mayo | 18:30 | La Estación    | 200 |
| Valdetires Ferrol FSF        | 1 - 8 | VP Soto del Real        | 17 de mayo | 19:00 | Esteiro        | 200 |
| AE Vallirana                 | 1 - 4 | Poio Pescamar           | 17 de mayo | 19:00 | La Palma       | 100 |
| Universidad de Alicante      | 4 - 2 | Lacturale Gurpea Orvina | 17 de mayo | 19:00 | Univ. Alicante | 100 |

| FS Gironella            | 6 - 0 | AE Vallirana                    | 24 de mayo | 17:30 | Mun. Gironella | 350 |
| Valdetires Ferrol FSF   | 6 - 5 | Viaxes Amarelle FS              | 24 de mayo | 18:00 | Esteiro        |     |
| VP Soto del Real        | 3 - 4 | Cidade de As Burgas FSF         | 24 de mayo | 18:00 | Mun. Soto Real | 400 |
| AD Alcorcón FSF         | 0 - 5 | Universidad de Alicante         | 24 de mayo | 18:00 | Santo Domingo  |     |
| Roldán FSF              | 2 - 4 | Atlético Madrid Navalcarnero(C) | 24 de mayo | 18:00 | Gabriel Pérez  | 400 |
| Lacturale Gurpea Orvina | 5 - 3 | Burela FS Pescados Rubén        | 24 de mayo | 18:00 | Ezkaba         | 450 |
| Ponte Ourense CD        | 3 - 2 | FSF Móstoles                    | 24 de mayo | 18:00 | Los Remedios   | 150 |
| Poio Pescamar           | 1 - 4 | FSF Rioja                       | 24 de mayo | 18:30 | A Seca         | 700 |

| FSF Rioja                    | 2 - 1 | FS Gironella            | 31 de mayo | 18:00 | Espartero       | 200 |
| Burela FS Pescados Rubén     | 3 - 4 | AD Alcorcón FSF         | 31 de mayo | 18:00 | Vista Alegre    |     |
| Cidade de As Burgas FSF      | 5 - 2 | Valdetires Ferrol FSF   | 31 de mayo | 18:00 | Los Remedios    | 500 |
| FSF Móstoles                 | 3 - 3 | Roldán FSF              | 31 de mayo | 18:00 | Villafontana    | 250 |
| Atletico Madrid Navalcarnero | 8 - 1 | Poio Pescamar           | 31 de mayo | 18:00 | La Estación     | 350 |
| Viaxes Amarelle FS           | 2 - 0 | Ponte Ourense CD        | 31 de mayo | 18:00 | Sagrada Familia | 300 |
| AE Vallirana                 | 0 - 4 | Lacturale Gurpea Orvina | 31 de mayo | 18:00 | La Palma        | 150 |
| Universidad de Alicante      | 6 - 3 | VP Soto del Real        | 31 de mayo | 18:00 | Univ. Alicante  | 250 |

## Evolución de la clasificación
| Equipo / Jornada | 1  | 2  | 3  | 4  | 5  | 6  | 7  | 8  | 9  | 10 | 11 | 12 | 13 | 14 | 15 | 16 | 17 | 18 | 19 | 20 | 21 | 22 | 23 | 24 | 25 | 26 | 27 | 28 | 29 | 30 |
| Equipo / Jornada |    |    |    |    |    |    |    |    |    |    |    |    |    |    |    |    |    |    |    |    |    |    |    |    |    |    |    |    |    |    |
| ---------------- | -- | -- | -- | -- | -- | -- | -- | -- | -- | -- | -- | -- | -- | -- | -- | -- | -- | -- | -- | -- | -- | -- | -- | -- | -- | -- | -- | -- | -- | -- |
| Atl. Madrid      | 3  | 1  | 2  | 1  | 1  | 1  | 1  | 1  | 1  | 1  | 1  | 1  | 3  | 1  | 1  | 1  | 1  | 1  | 1  | 1  | 1  | 2  | 1  | 1  | 1  | 1  | 1  | 1  | 1  | 1  |
| Burela FS        | 9  | 5  | 3  | 2  | 2  | 2  | 2  | 2  | 2  | 2  | 2  | 2  | 1  | 2  | 2  | 2  | 2  | 2  | 2  | 2  | 2  | 1  | 2  | 2  | 2  | 2  | 2  | 2  | 2  | 2  |
| Alcorcón         | 2  | 7  | 8  | 4  | 3  | 3  | 3  | 3  | 3  | 3  | 3  | 3  | 2  | 3  | 3  | 3  | 3  | 3  | 3  | 3  | 3  | 3  | 3  | 3  | 3  | 3  | 3  | 3  | 3  | 3  |
| U. Alicante      | 1  | 6  | 4  | 6  | 6  | 6  | 7  | 6  | 4  | 4  | 5  | 4  | 4  | 4  | 4  | 4  | 4  | 4  | 4  | 4  | 4  | 4  | 4  | 4  | 4  | 4  | 5  | 4  | 4  | 4  |
| Roldán FSF       | 10 | 8  | 5  | 7  | 7  | 9  | 8  | 5  | 5  | 6  | 6  | 6  | 5  | 6  | 5  | 5  | 5  | 5  | 5  | 5  | 5  | 5  | 5  | 5  | 5  | 5  | 4  | 5  | 5  | 5  |
| Rioja            | 6  | 3  | 1  | 3  | 5  | 5  | 6  | 4  | 8  | 8  | 8  | 8  | 10 | 9  | 8  | 6  | 8  | 6  | 6  | 6  | 6  | 6  | 6  | 6  | 6  | 6  | 8  | 6  | 6  | 6  |
| P. Ourense       | 4  | 11 | 10 | 11 | 11 | 8  | 5  | 9  | 9  | 9  | 9  | 9  | 9  | 8  | 7  | 8  | 7  | 8  | 8  | 8  | 8  | 8  | 7  | 7  | 7  | 7  | 6  | 7  | 7  | 7  |
| FS Gironella     | 14 | 10 | 9  | 5  | 4  | 4  | 4  | 7  | 7  | 5  | 4  | 5  | 6  | 5  | 6  | 7  | 6  | 7  | 7  | 7  | 7  | 7  | 8  | 8  | 8  | 8  | 7  | 8  | 8  | 8  |
| Cidade           | 13 | 9  | 11 | 8  | 8  | 10 | 12 | 10 | 10 | 10 | 12 | 10 | 12 | 11 | 10 | 10 | 11 | 11 | 9  | 9  | 10 | 11 | 11 | 10 | 10 | 10 | 10 | 10 | 10 | 9  |
| Poio             | 5  | 2  | 6  | 9  | 9  | 7  | 9  | 11 | 11 | 12 | 10 | 11 | 8  | 10 | 11 | 11 | 10 | 10 | 11 | 11 | 9  | 9  | 9  | 9  | 9  | 9  | 9  | 9  | 9  | 10 |
| CD Orvina        | 12 | 14 | 15 | 15 | 14 | 15 | 13 | 14 | 14 | 13 | 13 | 13 | 14 | 14 | 13 | 13 | 14 | 14 | 13 | 15 | 15 | 14 | 13 | 14 | 13 | 11 | 11 | 12 | 11 | 11 |
| Móstoles         | 11 | 13 | 14 | 16 | 12 | 12 | 11 | 12 | 13 | 11 | 11 | 12 | 11 | 12 | 12 | 12 | 12 | 12 | 12 | 12 | 12 | 12 | 12 | 12 | 12 | 12 | 13 | 11 | 12 | 12 |
| V. Amarelle      | 7  | 12 | 12 | 10 | 10 | 11 | 10 | 8  | 6  | 7  | 7  | 7  | 7  | 7  | 9  | 9  | 9  | 9  | 10 | 10 | 11 | 10 | 10 | 11 | 11 | 13 | 12 | 13 | 13 | 13 |
| Soto             | 8  | 4  | 7  | 12 | 13 | 13 | 14 | 13 | 12 | 14 | 14 | 14 | 13 | 13 | 14 | 14 | 13 | 13 | 14 | 14 | 13 | 13 | 15 | 13 | 14 | 14 | 14 | 14 | 14 | 14 |
| V. Ferrol        | 16 | 15 | 16 | 13 | 15 | 14 | 15 | 15 | 15 | 15 | 15 | 15 | 15 | 15 | 15 | 15 | 15 | 15 | 15 | 13 | 14 | 15 | 14 | 15 | 15 | 15 | 15 | 15 | 15 | 15 |
| Vallirana        | 15 | 16 | 13 | 14 | 16 | 16 | 16 | 16 | 16 | 16 | 16 | 16 | 16 | 16 | 16 | 16 | 16 | 16 | 16 | 16 | 16 | 16 | 16 | 16 | 16 | 16 | 16 | 16 | 16 | 16 |

## Estadísticas

### Tabla histórica de goleadoras
| Puesto                                                  | Jugadora       | Equipo                       | Goles |
| ------------------------------------------------------- | -------------- | ---------------------------- | ----- |
| 1                                                       | Peque          | Burela FS Pescados Rubén     | 40    |
| 2                                                       | Ju Delgado     | Atlético Madrid Navalcarnero | 36    |
| 3                                                       | Ceci           | Poio Pescamar FSF            | 32    |
| 4                                                       | Sara Navalón   | CD Universidad de Alicante   | 29    |
| 5                                                       | Natalia Flores | Atlético Madrid Navalcarnero | 26    |
| 5                                                       | Souza          | Ponte Ourense SAD            | 26    |
| 7                                                       | Amelia Romero  | CD Universidad de Alicante   | 24    |
| 8                                                       | Ro             | Burela FS                    | 23    |
| 8                                                       | Vane Sotelo    | Cidade de As Burgas          | 23    |
| 10                                                      | Lidia Mesias   | Burela FS Pescados Rubén     | 22    |
| Última actualización: 31 de mayo de 2014. Fuente: ACFSF |                |                              |       |

### Amonestaciones por equipo
| 1                                                   | Rioja FSF                      | 26 | 0 |
| 2                                                   | CD Universidad de Alicante     | 29 | 1 |
| 3                                                   | Poio Pescamar FS               | 32 | 0 |
| 4                                                   | Cidade As Burgas FS            | 33 | 0 |
| 5                                                   | Burela FS                      | 31 | 1 |
| 6                                                   | Vallirana                      | 31 | 2 |
| 7                                                   | Valdetires Ferrol              | 32 | 2 |
| 8                                                   | FSF Móstoles                   | 35 | 1 |
| 9                                                   | Gironella FSF                  | 36 | 1 |
| 10                                                  | Roldán FSF                     | 34 | 3 |
| 10                                                  | CD Futsi Atlético Navalcarnero | 34 | 3 |
| 12                                                  | Ourense CF SAD                 | 39 | 1 |
| 13                                                  | AD Alcorcón FSF                | 43 | 0 |
| 14                                                  | CD Lacturale Orvina            | 46 | 1 |
| 15                                                  | Viaxes Amarelle                | 43 | 4 |
| 16                                                  | Soto del Real                  | 51 | 2 |
| Última actualización: 31 de mayo 2014 Fuente: ACFSF |                                |    |   |

### Rachas
- Mayor racha ganadora: AD Alcorcón FSF; 10 jornadas (jornada 4 a 12)
- Mayor racha invicta: CD Futsi Atlético Navalcarnero; 19 jornadas (jornada 1 a 19)
- Mayor racha marcando: 3 equipos; 30 jornadas (jornada 1 a 30)
- Mayor racha empatando: Lacturale Orvina; 3 jornadas (jornada 3 a 5)
- Mayor racha imbatida: 4 equipos; 2 jornadas
- Mayor racha perdiendo: AE Vallirana; 27 jornadas (jornada 4 a 30)
- Mayor racha sin ganar: AE Vallirana; 27 jornadas (jornada 4 a 30)
- Mayor racha sin marcar: V.P. Soto del Real FSF y AE Vallirana; 2 jornadas
- Mayor goleada en casa:

Poio Pescamar FSF 13 - 3 AE Vallirana (11 de enero)
- Mayor goleada a domicilio:

AE Vallirana 0 - 14 CD Futsi Atlético Navalcarnero (5 de abril)
- Partido con más goles:

Poio Pescamar FSF 13 - 3 AE Vallirana (11 de enero)

### Asistencia en los estadios
| Pos                                      | Equipo                         | Pabellón                | Total  | Más alta | Más baja | Media |
| ---------------------------------------- | ------------------------------ | ----------------------- | ------ | -------- | -------- | ----- |
| 1                                        | Poio Pescamar FS               | A Seca                  | 8 800  | 700      | 350      | 677   |
| 2                                        | Burela FS                      | Vista Alegre            | 7 300  | 1 100    | 300      | 521   |
| 3                                        | Cidade As Burgas FS            | Los Remedios            | 6 300  | 700      | 200      | 420   |
| 4                                        | CD Lacturale Orvina            | Ezkaba                  | 5 600  | 450      | 250      | 373   |
| 5                                        | CD Universidad de Alicante     | Universidad de Alicante | 5 000  | 600      | 50       | 333   |
| 6                                        | Ponte Ourense                  | Los Remedios            | 4 750  | 600      | 150      | 317   |
| 7                                        | CD Futsi Atlético Navalcarnero | La Estación             | 4 700  | 1 000    | 200      | 313   |
| 8                                        | AD Alcorcón FSF                | Santo Domingo           | 4 600  | 600      | 200      | 329   |
| 9                                        | FSF Móstoles                   | Villafontana            | 4 600  | 700      | 100      | 307   |
| 10                                       | Soto del Real                  | Mun. Soto del Real      | 3 750  | 400      | 100      | 250   |
| 11                                       | Valdetires Ferrol FSF          | Esteiro                 | 3 550  | 300      | 150      | 254   |
| 12                                       | Gironella FSF                  | Mun. Gironella          | 3 400  | 400      | 100      | 227   |
| 13                                       | Viaxes Amarelle                | Sagrada Familia         | 3 000  | 350      | 100      | 200   |
| 14                                       | AE Vallirana                   | La Palma                | 3 000  | 250      | 100      | 200   |
| 15                                       | Rioja FSF                      | Pal. Deportes           | 2 950  | 400      | 100      | 197   |
| 16                                       | Roldán FSF                     | Gabriel Pérez           | 2 945  | 500      | 100      | 210   |
| Total                                    | Total                          | Total                   | 74 245 | 1 100    | 50       | 309   |
| Última actualización: 31 de mayo de 2014 |                                |                         |        |          |          |       |

### Otros datos estadísticos
En el cuadro se detalla el resumen de goles, espectadores, amarillas y expulsiones por jornada y totales.
| Datos estadísticos por jornada | Datos estadísticos por jornada | Datos estadísticos por jornada | Datos estadísticos por jornada | Datos estadísticos por jornada |
| --- | ------------------------------ | ------------------------------ | ------------------------------ | ------------------------------ |
| \| Jornada \| Goles · \| Amarillas · \| Expulsiones · \| Espectadores \| \| Jornada 1 \| 36 \| 17 \| 0 \| 2.650 \| \| Jornada 2 \| 45 \| 18 \| 2 \| 2.650 \| \| Jornada 3 \| 44 \| 15 \| 1 \| 1.850 \| \| Jornada 4 \| 41 \| 19 \| 2 \| 2.800 \| \| Jornada 5 \| 39 \| 24 \| 2 \| 2.150 \| \| Jornada 6 \| 46 \| 18 \| 0 \| 1.700 \| \| Jornada 7 \| 43 \| 20 \| 2 \| 2.200 \| \| Jornada 8 \| 40 \| 23 \| 0 \| 3.350 \| \| Jornada 9 \| 57 \| 27 \| 1 \| 2.550 \| \| Jornada 10 \| 49 \| 32 \| 2 \| 2.850 \| \| Jornada 11 \| 52 \| 21 \| 2 \| 2.650 \| \| Jornada 12 \| 47 \| 19 \| 0 \| 2.150 \| \| Jornada 13 \| 57 \| 20 \| 0 \| 2.400 \| \| Jornada 14 \| 47 \| 18 \| 0 \| 2.600 \| \| Jornada 15 \| 48 \| 23 \| 1 \| 2.850 \| \| Jornada 16 \| 41 \| 18 \| 0 \| 2.400 \| \| Jornada 17 \| 54 \| 22 \| 0 \| 2.300 \| \| Jornada 18 \| 51 \| 22 \| 1 \| 2.350 \| \| Jornada 19 \| 56 \| 19 \| 1 \| 2.600 \| \| Jornada 20 \| 57 \| 19 \| 0 \| 2.450 \| \| Jornada 21 \| 51 \| 18 \| 0 \| 2.325 \| \| Jornada 22 \| 46 \| 12 \| 1 \| 3.200 \| \| Jornada 23 \| 50 \| 18 \| 0 \| 3.350 \| \| Jornada 24 \| 50 \| 21 \| 0 \| 2.600 \| \| Jornada 25 \| 49 \| 15 \| 1 \| 2.200 \| \| Jornada 26 \| 52 \| 13 \| 0 \| 2.200 \| \| Jornada 27 \| 60 \| 18 \| 1 \| 2.750 \| \| Jornada 28 \| 51 \| 17 \| 1 \| 1.650 \| \| Jornada 29 \| 53 \| 19 \| 0 \| 2.450 \| \| Jornada 30 \| 47 \| 12 \| 1 \| 2.000 \| \| TOTALES \| 1.459 \| 575 \| 22 \| 74.245 \| \| Media (por jornada) \| 48,6 \| 19,2 \| 0,7 \| 2.475 \| \| ------------------- \| ------- \| ----------- \| ------------- \| ------------ \| · Las amarillas contabilizan el total, en caso de doble amarilla se apuntarán dos amarillas y ninguna expulsión. Actualizado el 31 de mayo de 2014 |                                |                                |                                |                                |
| Jornada | Goles ·                        | Amarillas ·                    | Expulsiones ·                  | Espectadores                   |
| Jornada 1 | 36                             | 17                             | 0                              | 2.650                          |
| Jornada 2 | 45                             | 18                             | 2                              | 2.650                          |
| Jornada 3 | 44                             | 15                             | 1                              | 1.850                          |
| Jornada 4 | 41                             | 19                             | 2                              | 2.800                          |
| Jornada 5 | 39                             | 24                             | 2                              | 2.150                          |
| Jornada 6 | 46                             | 18                             | 0                              | 1.700                          |
| Jornada 7 | 43                             | 20                             | 2                              | 2.200                          |
| Jornada 8 | 40                             | 23                             | 0                              | 3.350                          |
| Jornada 9 | 57                             | 27                             | 1                              | 2.550                          |
| Jornada 10 | 49                             | 32                             | 2                              | 2.850                          |
| Jornada 11 | 52                             | 21                             | 2                              | 2.650                          |
| Jornada 12 | 47                             | 19                             | 0                              | 2.150                          |
| Jornada 13 | 57                             | 20                             | 0                              | 2.400                          |
| Jornada 14 | 47                             | 18                             | 0                              | 2.600                          |
| Jornada 15 | 48                             | 23                             | 1                              | 2.850                          |
| Jornada 16 | 41                             | 18                             | 0                              | 2.400                          |
| Jornada 17 | 54                             | 22                             | 0                              | 2.300                          |
| Jornada 18 | 51                             | 22                             | 1                              | 2.350                          |
| Jornada 19 | 56                             | 19                             | 1                              | 2.600                          |
| Jornada 20 | 57                             | 19                             | 0                              | 2.450                          |
| Jornada 21 | 51                             | 18                             | 0                              | 2.325                          |
| Jornada 22 | 46                             | 12                             | 1                              | 3.200                          |
| Jornada 23 | 50                             | 18                             | 0                              | 3.350                          |
| Jornada 24 | 50                             | 21                             | 0                              | 2.600                          |
| Jornada 25 | 49                             | 15                             | 1                              | 2.200                          |
| Jornada 26 | 52                             | 13                             | 0                              | 2.200                          |
| Jornada 27 | 60                             | 18                             | 1                              | 2.750                          |
| Jornada 28 | 51                             | 17                             | 1                              | 1.650                          |
| Jornada 29 | 53                             | 19                             | 0                              | 2.450                          |
| Jornada 30 | 47                             | 12                             | 1                              | 2.000                          |
| TOTALES | 1.459                          | 575                            | 22                             | 74.245                         |
| Media (por jornada) | 48,6                           | 19,2                           | 0,7                            | 2.475                          |

## Premios[8]
- Mejor entrenador
  -  Francisco Otero (Burela FS Pescados Rubén)

- Mejor jugadora
  -  Peque (Burela FS Pescados Rubén)

- Equipo revelación 
  - Roldán FSF